# گتو بوداپست
گتو بوداپست محله‌ای بود که یهودیان مجبور به زندگی در بوداپست، مجارستان شدند.

## تاریخچه
این منطقه شامل چند بلوک از محله قدیمی یهودی که شامل ۲ کنیسه‌های یهودی بود. محله یهودی‌نشین در ۲۹ نوامبر ۱۹۴۴ توسط یک فرمان از دولت سلطنتی مجارستان ایجاد شد. ساخت آن به گونه‌ای بود که آن را با یک حصار بالا و دیوار سنگی که محل نگهبانی بوده‌است محصور کرده بودند تا مردم بهیچوجه نتوانند از آن خارج شوند. اشغال بوداپست توسط نازی‌ها (عملیات مارگارت) در تاریخ ۱۹ مارس ۱۹۴۴ شروع شد. محله یهودی‌نشین نیز در نوامبر ۱۹۴۴ تأسیس شد، و برای کمتر از سه ماه مردم یهودی در آنجا نگهداری می‌شدند. در تاریخ ۱۷ ژانویه سال ۱۹۴۵ ارتش شوروی هنگامی که بوداپست فتح شد این محله نیز آزاد گردید.

همان‌طور که دیگر محله‌های یهودی‌نشین در اروپا که توسط نازی‌ها اشغال شده بود این محله نیز ارتباطش با جهان قطع شده بود، بطوری‌که شرایط سختی در این مناطق وجود داشت از جمله اینکه هیچ فردی مجاز نبود مواد غذایی به داخل این محله‌ها وارد کند، زباله‌ها توسط مأمورین شهرداری جمع‌آوری نمی‌شد، هیچ‌کدام از جسدهایی که در اثر بمباران و قحطی مرده بودند جمع‌آوری نشده بود و پشته‌هایی بزرگ از اجساد در جلوی مغازه‌ها تشکیل شده بودکه این امر منجر به گسترش به بیماری حصبه شده بود.

بیش از نیمی از کسانی که در محله یهودی‌نشین در سال ۱۹۴۴ زندگی می‌کردند بلافاصله به اردوگاه کار اجباری فرستاده شدند. از اشغال تا آزادی محله یهودیان بوداپست جمعیت از ۲۰۰٬۰۰۰ به ۷۰٬۰۰۰ کاهش یافته بود، و حدود ۲۰٬۰۰۰ مستقر در خانه‌های خاص مشخص شده در خارج از محله یهودی‌نشین با حمایت دیپلماتیک سیاستمداران بی‌طرف، از جمله رائول والنبرگ (که گذرنامه‌های حفاظتی از طرف صادر اعطا می‌کرد)، (سفارت سوئد)، و کارل لوتز زندگی می‌کردند. اکثریت افراد این محله در اردوگاه کار در مرز اتریش نگهداری می‌شدند که توسط ارتش سرخ آزاد شدند.